# Букова Гора
Букова Гора (словен. Bukova Gora) — поселення в общині Кочев'є, регіон Південно-Східна Словенія, Словенія. Висота над рівнем моря: 832,1 м.